# Betty Knox
Betty Knox (10 de mayo de 1906 - 25 de enero de 1963) fue una bailarina y periodista estadounidense. Al principio de su carrera, trabajó en el vodevil estadounidense y en el varieté británico como la «Betty» original (1928-1941) de Wilson, Keppel y Betty, un trío de baile que interpretaba ingeniosas rutinas cómicas con atuendos egipcios, incluyendo la Danza de la Arena y la Danza de los Siete Velos. Al retirarse de la danza, trabajó como periodista para el London Evening Standard y posteriormente como corresponsal de guerra en Normandía y reportera en los juicios de Núremberg.

## Biografía
Knox nació como Alice Elizabeth Peden en Salina, Kansas, el 10 de mayo de 1906, hija de Charley E. Peden y Elizabeth Jane (de soltera Anderson). Cuando era adolescente, se escapó de casa dos veces. A los 16 años, huyó a Luisiana por temor a ser arrestada tras un incidente en el que condujo sin permiso un coche prestado. Menos de un año después, se fugó con su novio Donald Knox para obtener una licencia de matrimonio en Omaha, Nebraska. Su hija Patsy nació en diciembre de 1923, aunque el matrimonio (si es que llegó a celebrarse) duró poco.

## Trayectoria como bailarina
Después de varios años trabajando como corista en vodevil, Knox conoció al liverpooliano Jack Wilson y al irlandés Joe Keppel, un dúo de bailarines de zuecos. Se unió al grupo en 1928 y el trío se hizo conocido como Wilson, Keppel y Betty. Durante los dos años siguientes, probaron varias rutinas nuevas, hasta que se les ocurrió la idea de vestirse con trajes egipcios y bailar de forma excéntrica imitando cómicamente las pinturas jeroglíficas de las paredes. Esto los catapultó rápidamente a la cima de su profesión y el trío se mudó al Reino Unido en 1932, debutando en el London Palladium.
Knox dejó a su hija Patsy en Estados Unidos y finalmente la trajo al Reino Unido a fines de 1937, en las propias palabras de Knox, "para que pudiera ver la guerra". Además de ayudar a idear nuevas rutinas para Wilson, Keppel y Betty, Knox también escribió sketches y letras para varios otros actos de variedades, particularmente Tessie O'Shea, para quien escribió una de sus canciones de guerra más exitosas, International Rhythm.

## Periodismo

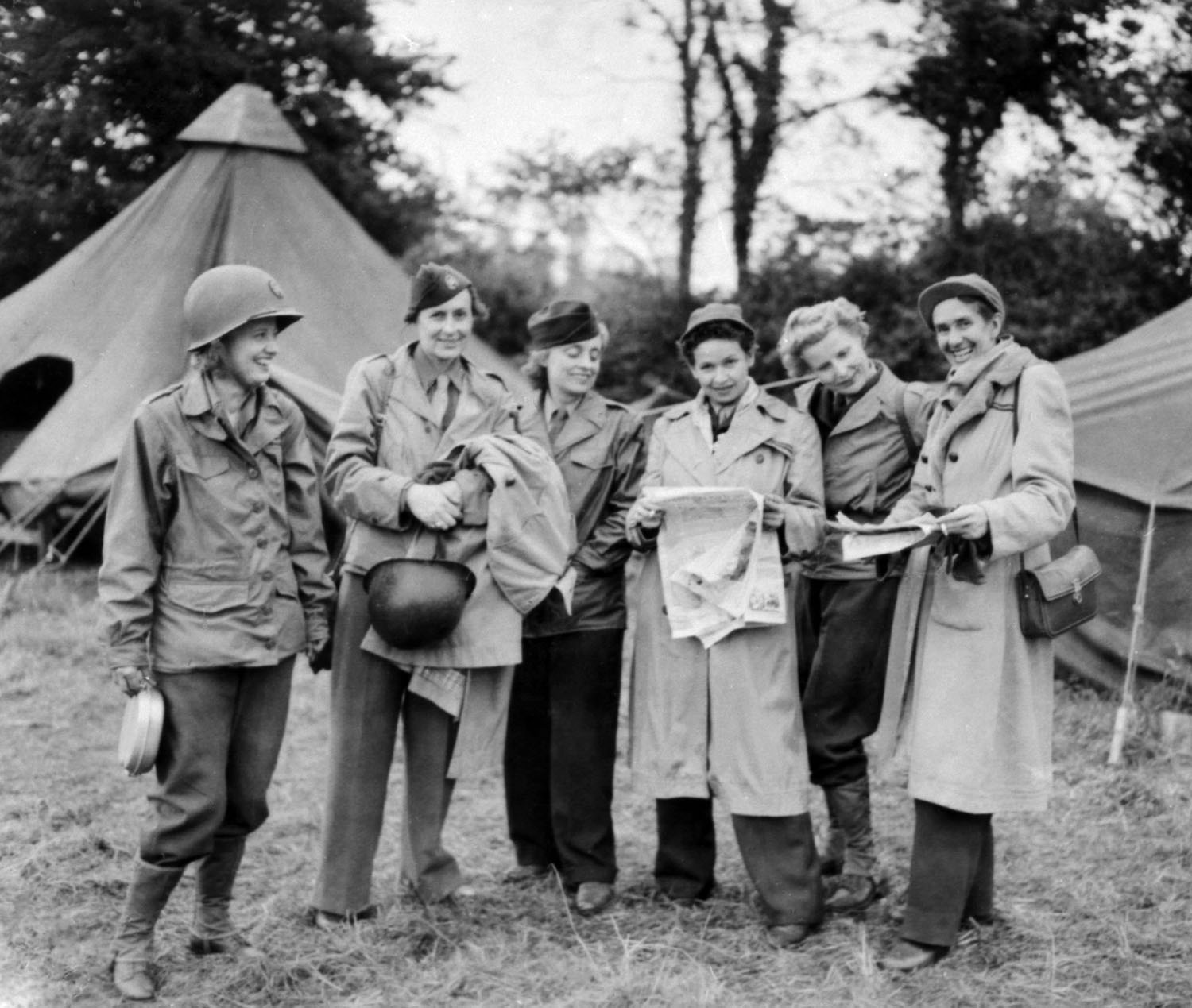
Betty Knox (tercera desde la derecha) en 1944 como corresponsal de guerra del London Evening Standard

En 1941, Knox se retiró del teatro y se convirtió en periodista del London Evening Standard. Aunque carecía por completo de formación en la profesión, el editor Frank Owen quedó impresionado por su amplio conocimiento de Gran Bretaña y de los británicos, adquirido gracias a su curiosidad natural y a su constante estilo de vida de gira. Su hija Patsy se convirtió posteriormente en la nueva «Betty» del trío de baile.
En 1943, Michael Foot (sucesor de Owen como editor del Evening Standard y futuro líder del Partido Laborista) le dedicó a Knox su propia columna trisemanal, titulada "Aquí", que celebraba las culturas contrastantes de los británicos y los cada vez más frecuentes soldados estadounidenses (el título hacía referencia a la descripción popular de los militares estadounidenses: "sobrepagados, con exceso de sexo y por aquí"). Su primera columna incluía una entrevista con el novelista John Steinbeck, quien había regresado recientemente de Capri, donde era corresponsal de guerra de la Armada de los Estados Unidos . Sus columnas estaban salpicadas de anécdotas humorísticas y jerga estadounidense, y con frecuencia se burlaba de la incapacidad de los británicos para preparar un buen café.

## Segunda Guerra Mundial y juicios de Núremberg
En julio de 1944, Knox presentó su primer reportaje desde Normandía como corresponsal de guerra estadounidense para el London Evening Standard. Al igual que la mayoría de las corresponsales de guerra, se esperaba que cubriera la guerra desde una perspectiva femenina, con reportajes sobre el terreno desde hospitales militares y artículos sobre la escasez de alimentos. Sin embargo, a menudo se saltaba las normas y, en una ocasión, se unió a la Resistencia francesa y fue a la caza de nazis. Durante este período, colaboró estrechamente con su colega corresponsal de guerra Erika Mann (la hija mayor del novelista Thomas Mann) y la pareja mantuvo una breve relación sentimental.
Después de la guerra, Knox se quedó en Alemania informando sobre los juicios de Núremberg. En 1935, con Wilson y Keppel, había bailado en el teatro Wintergarten de Berlín ante un público que incluía a Hermann Göring, comandante de la Luftwaffe. El acto fue condenado por Joseph Goebbels como indecente. Como periodista en Núremberg, cubrió el juicio de Göring, pero su reputación se resintió después de que decidiera ignorar un soplo de que Göring se había suicidado en su celda. Al año siguiente, en julio de 1947, un artículo que Knox escribió para el London Evening Standard, afirmando que el criminal de guerra nazi fugitivo Martin Bormann estaba vivo y vivía en Rusia, provocó el interés del MI5. El libro de Freda Utley, El Alto Costo de la Venganza (1948), criticó duramente la conducción de los juicios de Núremberg, especialmente los juicios posteriores de los que ocupaban puestos más bajos en la cadena de mando. Utley habló con Knox, quien había transcrito las últimas palabras de tres prisioneros y (junto con su colega periodista Josie Thompson) presenció sus ejecuciones. Según Utley, ni Knox ni Thompson "olvidarían jamás su terrible experiencia".

## Años posteriores
A principios de la década de 1950, Knox dirigía el Press Villa Club, un club de prensa internacional en Bonn. Posteriormente, escribió artículos para varios periódicos canadienses. En sus últimos años, vivió en Düsseldorf con su madre, Lizzie, y su hija, Patsy. Falleció en un hospital de Düsseldorf el 25 de enero de 1963, a los 56 años, a causa de enfisema, carcinoma y problemas pulmonares.